# Pentax K20D

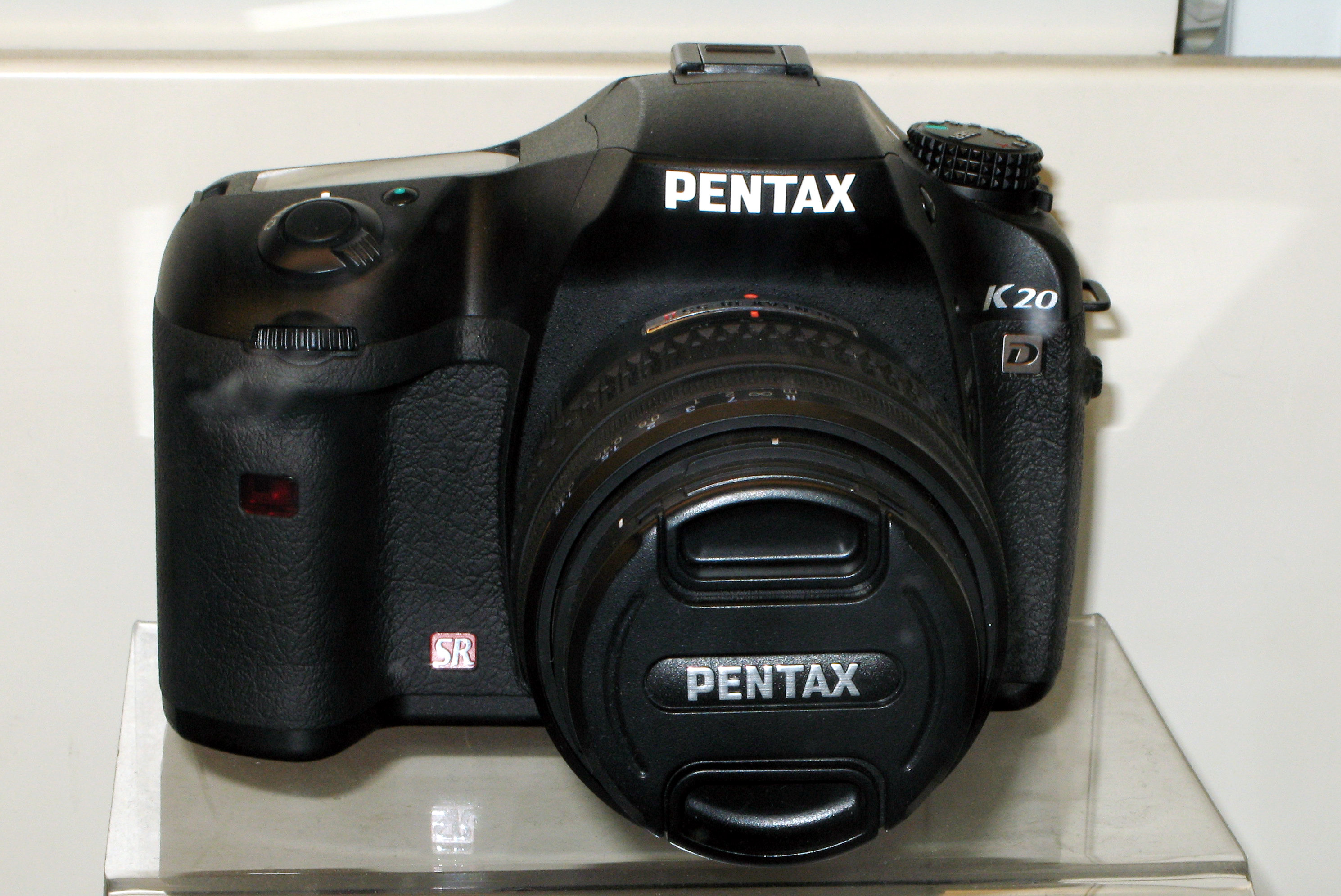
Pentax K20D

Pentax K20D a jeho klon Samsung GX-20 je 14,6 megapixelová digitální jednooká zrcadlovka vyráběná firmou Pentax. Model byl ohlášen dne 23. ledna 2008. K20D byl dostupný na trhu v USA od února 2008 do podzimu roku 2009. Senzor typu CMOS byl vyroben společností Samsung – partnerství obou firem začalo v roce 2005. I když oba fotoaparáty sdílejí podobný hardware, každá kamera má svůj vlastní design, firmware a algoritmy pro zpracování obrazu. 
K20D je první Pentax DSLR s obrazovým snímačem CMOS vyvinuté společně firmami Pentax a Samsung. V době jejich vydání K20D měla největší snímač s rozlišením obrazu formátu snímače APS-C o velikosti 14,6 megapixelů. V roce 2009 firma Pentax oznámila příchod K-7, nástupce K20D s vylepšeným snímačem CMOS, menší konstrukce a mnoha novými funkcemi, včetně záznamu HD videa. Nejnovější verze firmware, verze 1.04 vyřešila problémy s některými SDHC paměťovými kartami. Má lepší Shake Reduction (SR), přesnost, jakož i výkon automatického zaostřování za určitých podmínek. Uživatelé si mohou stáhnout aktualizace firmwaru z oficiálních internetových stránek společnosti Pentax.